# Иж Юпитер-3
Иж Юпитер-3— дорожный мотоцикл среднего класса, предназначенный для езды по дорогам с разным покрытием. Выпускался Ижевским машиностроительным заводом. Являлся продолжением серии мотоциклов «Иж Юпитер», производился с 1971 по 1977 год.
Мотоцикл получился мощным (25 л.с. при 5 700 об/мин), рабочий объём двигателя мотоцикла составлял 347 см³. Всего выпущено 296 711 экз.
С 1977 по 1980 год выпускалась модификация Иж Юпитер-3-01 (выпущено 471 246 мотоцикла), с 1979 по 1981 год выпускалась модификация Иж Юпитер-3-02 (выпущено 254 316 мотоцикла).

## Конструкция
На мотоцикле установлен двухцилиндровый двухтактный двигатель воздушного охлаждения с возвратно-петлевой двухструйной продувкой, с приготовлением рабочей смеси в карбюраторе и воспламенением её в цилиндре от электрической искры. Коленчатые валы — сборный, прессованный. Картер — блочного типа. В передней части находится кривошипная камера, в задней размещена коробка передач. Картер состоит из двух половин с разъемом по средней продольной плоскости. Педаль ножного переключения передач и педаль кикстартера расположены с левой стороны картера коробки передач, двигатель оборудован 6-вольтовым генератором мощностью 45 Вт.
Вместе с Иж Планета-3 является первым из мотоциклов, на который были установлены указатели поворота.

## Технические характеристики
- Габаритная длина 2 170 мм.
- Габаритная ширина 810 мм.
- Габаритная высота 1 175 мм.
- Клиренс 135 мм.
- Сухой вес мотоцикла 160 кг.
- Максимальная скорость 120 км/час.
- Ёмкость топливного бака 18 л.
- Запас хода по шоссе 180 км.
- Расход топлива по шоссе не более 4 литров на 100 км.
- Топливо: Бензин с автолом в пропорции 25:1.
- Преодолеваемый брод 300 мм.
- Двигатель 
  - Ход поршня 58 мм.
  - Диаметр цилиндра 62 мм.
  - Число цилиндров 2.
  - Рабочий объем цилиндра 346 см³.
  - Степень сжатия 9,5.
  - Максимальная мощность 25 л.с. при 5 700 об/мин.
  - Охлаждение воздушное.
  - Система смазки совместная с топливом.
  - Тип карбюратора К-28Ж и K36Д.

- Сцепление многодисковое, в масляной ванне с механизмом автоматического выключения.
- Коробка передач четырёхступенчатая, двухходовая.
- Моторная передача безроликовая двухрядная цепь, передаточное число — 2,57
- Передача от коробки на заднее колесо роликовая цепь, передаточное число — 2,33.
- Рама — трубчатая, сварная.
- Передняя вилка пружинная телескопического типа с гидравлическими амортизаторами.
- Задняя подвеска маятниковая пружинная с гидравлическими амортизаторами.
- Тип тормозов барабанные.
- Тип колёс легкосъёмные, с тангентнорасположенными прямыми спицами.
- Размер шин 3,25-19″.

## Модификации
- Иж Юпитер-3-01 (с 1977 по 1980 год)  выпущено 471 246 мотоцикла. Изменены задние амортизаторы, внедрена регулировка жёсткости пружин задней подвески, новое переднее крыло, новый руль (по аналогии с "Иж Планета-спорт"). Мощность двигателя увеличена с 25 до 27 л.с.[2] за счёт более высокой степени сжатия и нового карбюратора К36. Установлены новые глушители цилиндрической формы. Изменилась и схема окраски. Вместо бежево-зеленой/ бежево-голубой, мотоциклы теперь стали красить иначе: бензобак, грязевые щитки и крышки боковых ящиков красились голубым/бирюзовым, а рама, сами ящики, фара, кронштейны, подставки, траверсы и т.д., начиная с этой модели, стали красить в черный цвет. Установлен новый задний фонарь ФП-246 "груша".
- Иж Юпитер-3-02 (с 1979 по 1981 год) выпущено 254 316 мотоцикла[1]. Оснащен двухцилиндровым двухтактным двигателем объемом 350 см³. Он выдаёт мощность около 22-25 л.с., что позволяет мотоциклу развивать скорость до 120 км/ч, внешний вид мотоцикла стал более современным.